# Paradiestus
Paradiestus es un género de arañas araneomorfas de la familia Corinnidae. Se encuentra en Brasil.

## Lista de especies
Según The World Spider Catalog 12.0:
- Paradiestus aurantiacus Mello-Leitão, 1915
- Paradiestus egregius (Simon, 1896)
- Paradiestus giganteus (Karsch, 1880)
- Paradiestus penicillatus (Mello-Leitão, 1939)
- Paradiestus vitiosus (Keyserling, 1891)